# Шевченківська дирекція залізничних перевезень
Шевче́нківська дире́кція залізни́чних переве́зень є однією з чотирьох дирекцій Одеської залізниці. 

## Опис
Дирекція обслуговує Черкаську та частково Вінницьку, Кіровоградську , Полтавську (з.п. Оржиця, роз'їзд 805 км, з.п. 810 км на ділянці Гребінка — ім. Шевченка) та Київську (з.п. Яхни, з.п. Михайлівка та ст. Таганча на ділянці Миронівка — ім. Т. Шевченка) області. На території дирекції проживає приблизно 1,7 млн осіб.
Межує з наступними дирекціями:
| Дирекція    | Залізниця                  | Кількість з'єднань | Ділянки з'єднання                                      | Магістральна лінія                          |
| ----------- | -------------------------- | ------------------ | ------------------------------------------------------ | ------------------------------------------- |
| Одеська     | Одеська залізниця          | 2                  | Рудниця —Бершадь Вапнярка —Зятківці                    | Рудниця —Гайворон Вапнярка —Сміла           |
| Знам'янська | Одеська залізниця          | 3                  | Підгородня —Гайворон Помічна —Сміла Чорноліська —Сміла | Помічна —Вінниця Одеса —Москва Дніпро —Київ |
| Козятинська | Південно-Західна залізниця | 2                  | Миронівка —Цвіткове Монастирище —Андрусове             | Дніпро —Київ Умань —Козятин                 |
| Полтавська  | Південна залізниця         | 1                  | Золотоноша —Гребінка                                   | Одеса —Москва                               |

## Станції
Центр дирекції знаходиться у м. Сміла, де розташована головна станція дирекції, але найбільшим містом на території дирекції є Черкаси. Серед інших важливих станцій слід зазначити Христинівку та Цвіткове.

## Залізниці
Завдяки вигідному географічному розташуванню у центрі країни дирекція знаходиться на перетині багатьох залізничних маршрутів. Проте електрифіковано лише хід Київ —Дніпро (у тому числі й станцію ім. Т. Шевченка), іншим станціям «пощастило» менше.
Основні залізничні лінії (виділені ті станції, що розташовані на території дирекції):
Одеса-Головна — Колосівка — Помічна — ім. Т. Шевченка — Черкаси — Золотоноша — Гребінка
Жмеринка — Вапнярка — Зятківці — Христинівка — Цвіткове — ім. Т. Шевченка — Користівка — П'ятихатки — Дніпро
Київ-Деміївський — Миронівка — Цвіткове — ім. Т. Шевченка — Чорноліська — Долинська — Миколаїв

## Найдовша в Європі вузькоколійка
На території дирекції розташована найдовша в Європі діюча пасажирська вузькоколійка Рудниця-Гайворон-Голованівськ. Туристів зі всього світу приваблює поїздка ретро-техніка на колії 750 мм за звичайним приміським тарифом.

## Природно-заповідний фонд
На території дирекції розташовано пам'ятка природи місцевого значення Віковий дуб імені Якова Водяного.